# Richard Jepsen Dethlefsen
Richard Jepsen Dethlefsen (* 24. august 1864 i Egernsund, Nordslesvig, i dag Sønderborg Kommune; † 24. marts 1944 i Heinrichswalde, Østpreussen) var en tysk arkitekt.

## Liv
Fra 1885 til 1890 studerede Dethlefsen arkitektur på Hannover Universitet. Han arbejdede som jura studerende (1889) og som Regierungsbaumeister (Assessor) (1893) i den preussiske byggeadministration. 1894/1895 var er ansat ved kredsregeringen i Slesvig. 1901 blev han byggeleder ved restaureringen af Königsberger Dom i det nuværende Kaliningrad. Fra 1902 til 1936 var han konservator for provinsen Østpreussen.
Han kendt for at bevare bonde- og borgerhuse og større adelshuse. 1912 blev han ansat ved frilandsmuseet "Königsberger Freilichtmuseum", som han også leder af efter at det 1938 blev flyttet til Hexenberg nord for Hohenstein.

## Bygninger
- 1897: Restaurering af St.-Nicolai-Kirche i Mölln
- 1899: Restaureringen af St.-Hyazinth-Kirche Słupsk
- Restaureringen af Nikolajkirken i Zielenzig
- 1901–1907: Restaureringen af Domkirken i Königsberg
- 1902–1906: Bismarcktårnet på halvøen Samland
- 1907–1909: Egernsund Kirke i Egernsund
- fra 1914: Medvirket ved planlægningen af kirkegårde og krigsmindesmærker
- Nogle skoler i Königsberg og omegn

## Udmærkelser
- Æresdoktorgrad ved Albertus-Universität Königsberg
- Adjungeret professor ved Albertus-Universität
- Medlem af Preußische Akademie des Bauwesens